# Соляная кислота
Соля́ная кислота́ (также хлороводоро́дная, или хлористоводоро́дная кислота, химическая формула — HCl) — сильная неорганическая кислота. Раствор хлороводорода в воде.
При стандартных условиях — это сильная одноосновная кислота. Бесцветная, прозрачная, едкая жидкость, «дымящаяся» на воздухе (техническая соляная кислота — желтоватого цвета из-за примесей железа, хлора и пр.). В концентрации около 0,5 % присутствует в желудке человека. Соли соляной кислоты называются хлоридами.

## История
Впервые хлороводород получил алхимик Василий Валентин, нагрев гептагидрат сульфата железа с поваренной солью и назвав полученное вещество «духом соли» (лат. spiritus salis). Иоганн Глаубер в XVII веке получил соляную кислоту из поваренной соли и серной кислоты. В 1790 году британский химик Гемфри Дэви получил хлороводород из водорода и хлора, таким образом установив его состав. Возникновение промышленного производства соляной кислоты связано с технологией получения карбоната натрия: на первой стадии этого процесса поваренную соль вводили в реакцию с серной кислотой, в результате чего выделялся хлороводород. В 1863 году в Англии был принят закон «Alkali Act», согласно которому запрещалось выбрасывать этот хлороводород в воздух, а необходимо было пропускать его в воду. Это привело к развитию промышленного производства соляной кислоты. Дальнейшее развитие произошло благодаря промышленным методам получения гидроксида натрия и хлора путём электролиза растворов хлорида натрия.

## Физические свойства
Физические свойства соляной кислоты сильно зависят от концентрации растворённого хлороводорода:
| Концентрация (вес), мас. % | Концентрация (г/л), кг HCl/м³ | Плотность, кг/л | Молярность, M, или моль/л | Водородный показатель (pH) | Вязкость, мПа·с | Удельная теплоемкость, кДж/(кг·К) | Давление пара, кПа | Температура кипения, °C | Температура плавления, °C |
| -------------------------- | ----------------------------- | --------------- | ------------------------- | -------------------------- | --------------- | --------------------------------- | ------------------ | ----------------------- | ------------------------- |
| 10 %                       | 104,80                        | 1,048           | 2,87                      | −0,4578                    | 1,16            | 3,47                              | 1,95               | 103                     | −18                       |
| 20 %                       | 219,60                        | 1,098           | 6,02                      | −0,7796                    | 1,37            | 2,99                              | 1,40               | 108                     | −59                       |
| 30 %                       | 344,70                        | 1,149           | 9,45                      | −0,9754                    | 1,70            | 2,60                              | 2,13               | 90                      | −52                       |
| 32 %                       | 370,88                        | 1,159           | 10,17                     | −1,0073                    | 1,80            | 2,55                              | 3,73               | 84                      | −43                       |
| 34 %                       | 397,46                        | 1,169           | 10,90                     | −1,0374                    | 1,90            | 2,50                              | 7,24               | 71                      | −36                       |
| 36 %                       | 424,44                        | 1,179           | 11,64                     | −1,06595                   | 1,99            | 2,46                              | 14,50              | 61                      | −30                       |
| 38 %                       | 451,82                        | 1,189           | 12,39                     | −1,0931                    | 2,10            | 2,43                              | 28,30              | 48                      | −26                       |

При 20 °C, 1 атм (101,325 кПа)
Хлороводород хорошо растворим в воде. Так, при 0 °C один объём воды может поглотить 507 объёмов {\displaystyle {\ce {HCl}}}, что соответствует концентрации кислоты 45 %. Однако при комнатной температуре растворимость {\displaystyle {\ce {HCl}}} ниже, поэтому на практике обычно используют соляную кислоту с концентрацией от 35 до 38% масс.
При низкой температуре хлороводород с водой даёт кристаллогидраты составов {\displaystyle {\ce {HCl.H2O}}} (температура плавления −15,4 °С), {\displaystyle {\ce {HCl.2H2O}}} (температура плавления −18 °С), {\displaystyle {\ce {HCl.3H2O}}} (температура плавления −25 °С), {\displaystyle {\ce {HCl.6H2O}}} (температура плавления −70 °С). При атмосферном давлении (101,325 кПа) хлороводород с водой образуют азеотропную смесь с температурой кипения 108,6 °С и содержанием {\displaystyle {\ce {HCl}}} 20,4 мас. %.

## Химические свойства
- Взаимодействие с металлами, стоящими в ряду электрохимических потенциалов до водорода, с образованием соли и выделением газообразного водорода:

{\displaystyle {\ce {2Li + 2HCl -> 2LiCl + H2 ^}}},
{\displaystyle {\ce {Mg + 2HCl -> MgCl2 + H2 ^}}},
{\displaystyle {\ce {2Al + 6HCl -> 2AlCl3 + 3H2 ^}}}.
- Взаимодействие с оксидами металлов с образованием растворимой соли и воды:

{\displaystyle {\ce {Li_2O + 2HCl -> 2LiCl + H2O}}},
{\displaystyle {\ce {MgO + 2HCl -> MgCl2 + H2O}}},
{\displaystyle {\ce {Al2O3 + 6HCl -> 2AlCl3 + 3H_2O}}}.
- Взаимодействие с гидроксидами металлов с образованием растворимой соли и воды (реакция нейтрализации):

{\displaystyle {\ce {NaOH + HCl -> NaCl + H2O}}},
{\displaystyle {\ce {Ba(OH)2 + 2HCl -> BaCl2 + 2H_2O}}},
{\displaystyle {\ce {Al(OH)3 + 3HCl -> AlCl3 + 3H_2O}}}.
- Взаимодействие с солями металлов, образованных более слабыми кислотами, например, угольной кислотой:

{\displaystyle {\ce {Na2CO3 + 2HCl -> 2NaCl + H2O + CO2 ^}}}.
- Взаимодействие с сильными окислителями (перманганат калия, диоксид марганца) с выделением газообразного хлора:

{\displaystyle {\ce {2KMnO4 + 16HCl -> 5Cl_2 ^ + 2MnCl2 + 2KCl + 8H2O}}}.

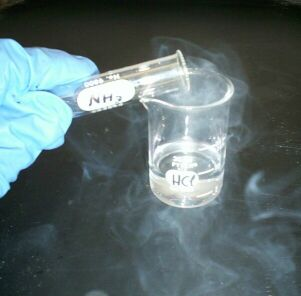
Соляная кислота (в стакане) взаимодействует с аммиаком

- Взаимодействие с аммиаком с образованием густого белого дыма, состоящего из мельчайших кристаллов хлорида аммония[8]:

{\displaystyle {\ce {NH3 + HCl -> NH4Cl}}}.
- Качественная реакция на соляную кислоту и её соли — взаимодействие кислоты с нитратом серебра, при котором образуется белый творожистый осадок хлорида серебра, нерастворимый в азотной кислоте[9]:

{\displaystyle {\ce {HCl + AgNO3 -> AgCl v + HNO3}}}
- Смесь концентрированных соляной и азотной кислотой, именуемая царской водкой, обладает очень сильными окисляющими свойствами и используется в лабораториях для очистки оборудования. Также, эта смесь способна растворять золото и иные благородные металлы:

{\displaystyle {\ce {3HCl + HNO3 <=> Cl2 + NOCl + 2H2O}}},
{\displaystyle {\ce {Au + 3HNO3 + 4HCl -> H[AuCl4] + 3NO2 + 3H2O}}},
{\displaystyle {\ce {Pt + 4HNO3 + 6HCl -> H2[PtCl6] + 4NO2 + 4H2O}}}.

## Получение
Соляную кислоту получают растворением газообразного хлороводорода (HCl) в воде. Хлороводород получают сжиганием водорода в хлоре, полученная таким способом кислота называется синтетической. 
{\displaystyle {\ce {H2 + Cl2 -> 2HCl ^}}}
Также соляную кислоту получают из абгазов — побочных газов, образующихся при различных процессах, например, при хлорировании углеводородов. Хлороводород, содержащийся в этих газах, называется абгазным, а полученная таким образом кислота — абгазной. В последние десятилетия доля абгазной соляной кислоты в объёме производства постепенно увеличивается, вытесняя кислоту, полученную сжиганием водорода в хлоре. Но полученная методом сжигания водорода в хлоре соляная кислота содержит меньше примесей и применяется для получения реагента высокой чистоты.
В лабораторных условиях используется разработанный ещё алхимиками способ, заключающийся в действии концентрированной серной кислоты на твёрдую поваренную соль:
{\displaystyle {\ce {NaCl\ +H2SO4->[150~^{\circ }{\text{C}}]NaHSO4\ +HCl\uparrow }}}.
При температуре выше 550 °C и избытке поваренной соли возможно взаимодействие:
{\displaystyle {\ce {2NaCl\ +H2SO4->[550~^{\circ }{\text{C}}]Na2SO4\ +2HCl}}}.
Получение путём гидролиза хлоридов магния, алюминия (производится нагревание гидратированной соли):
{\displaystyle {\ce {MgCl2.6H2O->[t,~^{\circ }{\text{C}}]MgO\ +2HCl\ +5H2O}}},
{\displaystyle {\ce {AlCl3.6H2O->[t,~^{\circ }{\text{C}}]Al(OH)3\ +3HCl\ +3H2O}}}.
Эти реакции могут идти не до конца с образованием основных хлоридов (оксихлоридов) переменного состава, например:
{\displaystyle {\ce {2MgCl2 + H2O -> Mg2OCl2 + 2HCl}}}
Помимо этого, соляная кислота может быть получена при помощи обменных реакций её солей с другими кислотами. Например, при добавлении серной кислоты к раствору хлорида кальция или бария и дальнейшем фильтровании осадка. В первом случае в растворе будет некоторая примесь сульфата кальция, который значительно более растворим в воде по сравнению с сульфатом бария:
{\displaystyle {\ce {CaCl2 + H2SO4 -> CaSO4 v + 2HCl}}}
{\displaystyle {\ce {BaCl2 + H2SO4 -> BaSO4 v + 2HCl}}}

## Применение

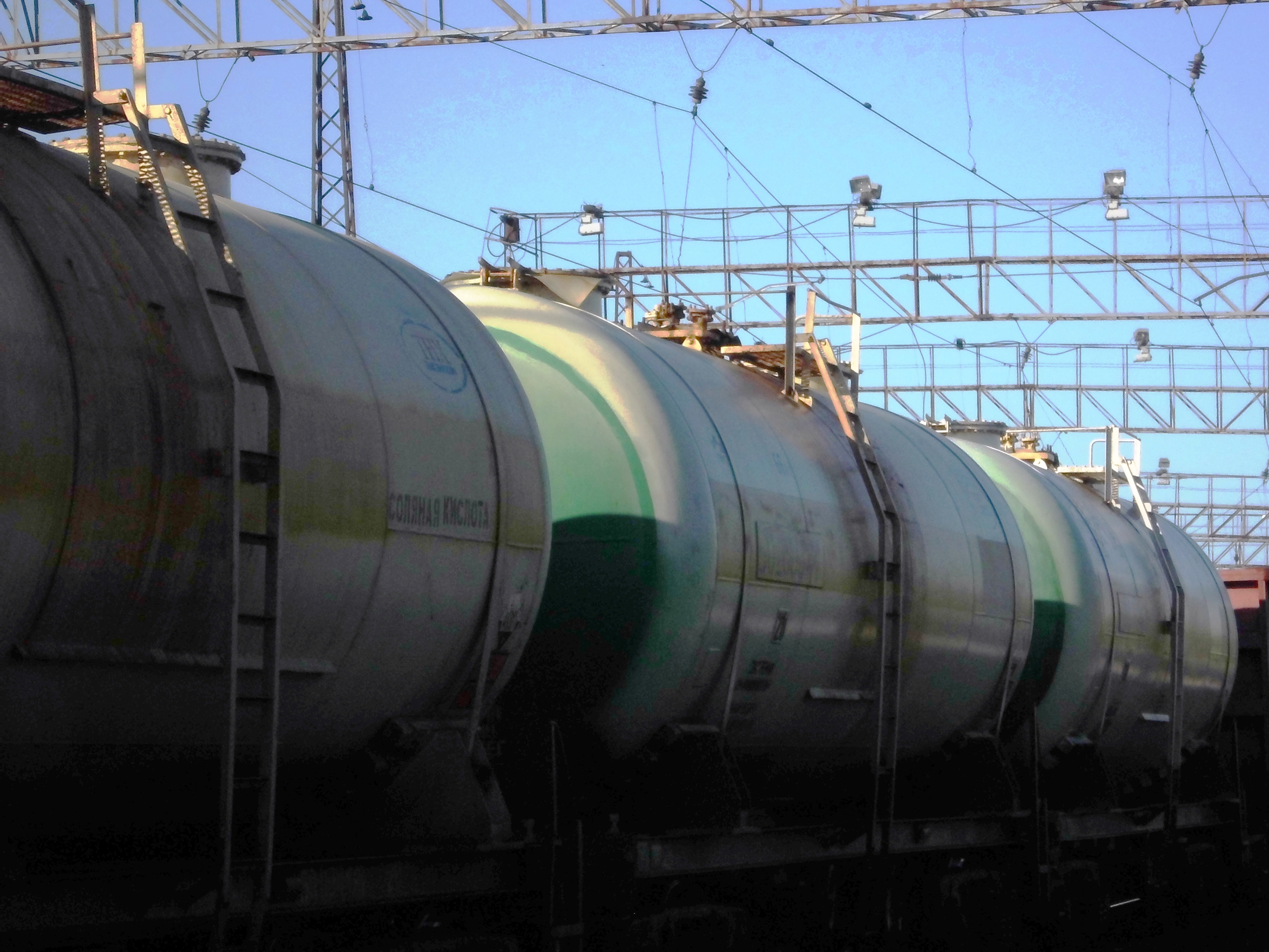
Перевозка соляной кислоты железнодорожным транспортом осуществляется в специализированных вагонах-цистернах

### Промышленность
- Применяется в гидрометаллургии и гальванопластике (травление, декапирование), для очистки поверхности металлов при пайке и лужении, для получения хлоридов цинка, марганца, железа и других металлов. В смеси с поверхностно-активными веществами используется для очистки керамических и металлических изделий (для этих целей необходима ингибированная кислота) от загрязнений и дезинфекции.
- В пищевой промышленности зарегистрирована как регулятор кислотности (пищевая добавка E507). Применяется для изготовления сельтерской (содовой) воды.

### Медицина
- Естественная составная часть желудочного сока человека. В концентрации 0,3—0,5 %, обычно в смеси с ферментом пепсином, назначается внутрь при недостаточной кислотности.

### В быту
- Соляная кислота продаётся как средство для удаления известкового налёта на керамических и иных поверхностях. При её реакции с очень плохо растворимым в воде карбонатом кальция и карбонатом магния образуются хорошо растворимые хлориды, например, реакция с карбонатом кальция:

{\displaystyle {\ce {CaCO3 + 2HCl -> CaCl2 + CO2 ^ + H2O}}}.

## Особенности обращения
Соляная кислота относится к веществам III класса опасности. Рекомендуемая ПДК в рабочей зоне — 5 мг/м³.
Высококонцентрированная соляная кислота представляет собой едкое вещество. При попадании на кожу вызывает сильные химические ожоги. Особенно опасным считается попадание в глаза (в значительном количестве). Для нейтрализации ожогов применяют раствор слабого основания, или соли слабой кислоты, обычно пищевой соды.
При открывании сосудов с концентрированной соляной кислотой пары хлороводорода, образуют туман с влагой воздуха, раздражающий глаза и дыхательные пути человека.
Реагируя с сильными окислителями (хлорной известью, диоксидом марганца, перманганатом калия), образует токсичный газообразный хлор.
В РФ оборот соляной кислоты концентрации 15 % и более — ограничен.